# St. Maria Magdalena (Kirchenrohrbach)

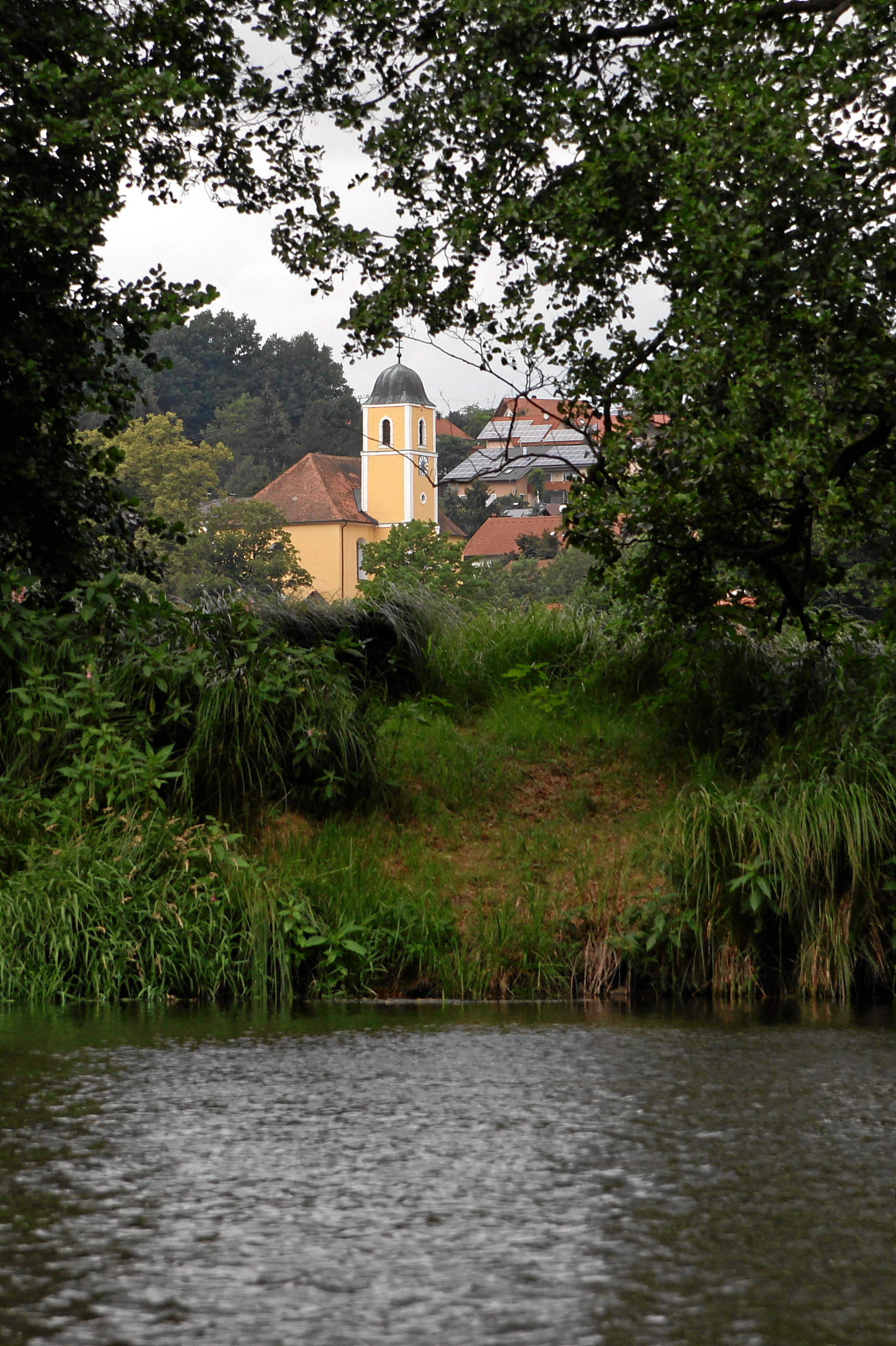
St. Maria Magdalena in Kirchenrohrbach

Die römisch-katholische, denkmalgeschützte Filialkirche St. Maria Magdalena steht in Kirchenrohrbach, einem Gemeindeteil der Gemeinde Walderbach im Landkreis Cham in der Oberpfalz. Sie gehört zum Bistum Regensburg. Das Bauwerk ist unter der Denkmalnummer D-3-72-170-15 als Baudenkmal in die Bayerische Denkmalliste eingetragen.

## Beschreibung
Die Saalkirche wurde im Wesentlichen 1749 erbaut. Sie besteht aus einem Langhaus, einem eingezogenen Chor im Norden, der mit einer Apsis abgeschlossen ist. Die unteren, mittelalterlichen Geschosse des mit einer Glockenhaube bedeckten Kirchturms, der mit Lisenen und  Gesimsen gegliedert ist, an der Ostwand des Langhauses wurden beibehalten.
Der Innenraum des Langhauses ist mit einem Stichkappengewölbe überspannt. Die Deckenmalerei aus dem 18. Jahrhundert wurde 1960 freigelegt. Im Langhaus ist Maria Magdalena dargestellt, im Chor das Abendmahl. Zur Kirchenausstattung gehören drei Altäre aus der zweiten Hälfte des 18. Jahrhunderts, darunter der Hochaltar, der von je zwei Säulen flankiert wird, und die Kanzel. In der Apsis ist zwischen Säulen ein Fresko eingepasst.